# Buffonellaria reticulata
Buffonellaria reticulata är en mossdjursart som beskrevs av Canu och Bassler 1928. Buffonellaria reticulata ingår i släktet Buffonellaria och familjen Celleporidae. Inga underarter finns listade i Catalogue of Life.